# 洪河乡
洪河乡，是中华人民共和国黑龙江省绥化市肇东市下辖的一个乡镇级行政单位。

## 行政区划
洪河乡下辖以下地区：
洪河村、志远村、八井村、解放村、光荣村、友好村、平原村、古城村和日光村。